# Tylecodon torulosus
Tylecodon torulosus ist eine Pflanzenart der Gattung Tylecodon in der Familie der Dickblattgewächse (Crassulaceae).

## Beschreibung
Tylecodon torulosus wächst als kleine und wenig verzweigte Pflanze mit aufsteigenden, dicklichen Trieben und wird bis 25 Zentimeter hoch. Die gräulich, weißen Triebe entspringen einer knolligen Basis mit bis zu 25 Zentimeter Durchmesser. Die an der Basis bis 3 Zentimeter dicken Triebe verjüngen sich bis zum Triebende auf 5 Millimeter und bilden verdickte Knoten aus. Je nach Standort können die Triebe auch über Felswände hängend bis zu 30 Zentimeter lang werden. Die graue und glatte Rinde löst sich an älteren Trieben in Flocken ab. Die ausgebreiteten und an den Triebspitzen dicht stehenden Blätter werden 2,5 bis 4 Zentimeter lang und 1,3 bis 2,2 Zentimeter breit. Sie sind eiförmig bis spatelig geformt, manchmal auch 3-lappig und besitzen eine keilförmige Basis. Die Spreite der grauen bis gelblich grünen Blätter ist flach. Sie besitzen eine stumpfe oder zugespitzte Spitze die oft zurückgebogen ist.
Der kurze Blütenstand besteht aus gerundeten, fast sitzenden Thyrsen mit 2 bis 5 Monochasien, die jeweils 1 bis 3 aufrechte Blüten tragen. Der Blütenstandstiel wird 2 bis 3 Millimeter lang. Der Stiel der Einzelblüten wird 3 bis 5 Millimeter lang. Die röhrige und an der Außenseite mit Drüsenhaaren besetzte Blütenkrone wird 18 bis 23 Millimeter lang und erreicht 5 Millimeter im Durchmesser. Sie ist gelblich grün gefärbt und die 5 Millimeter großen und ausgebreiteten Zipfel sind später zurückgebogen.

## Systematik und Verbreitung
Tylecodon torulosus ist  in Südafrika in der Provinz Nordkap in der Sukkulenten-Karoo verbreitet. Die Erstbeschreibung erfolgte 1978 durch Helmut Richard Tölken.